# Kuchtuj
Il Kuchtuj (in russo Кухтуй?) è un fiume dell'estremo oriente russo (Territorio di Chabarovsk), tributario del mare di Ochotsk.
Nasce dal versante sudorientale della catena dei monti Suntar-Chajata, all'estremità settentrionale del Territorio di Chabarovsk e scorre con direzione meridionale in una stretta valle, costeggiando la catena montuosa omonima, con corso parallelo a quello dei fiumi Ochota e Ul'beja. Sfocia nel mare di Ochotsk presso l'insediamento di Ochotsk, con un estuario parzialmente condiviso con il fiume Ochota (tramite l'affluente Chajbas).
Gli affluenti più rilevanti del Kuchtuj sono Jagel', Chumnak e Ulkan dalla destra idrografica, Ozërnyj e Gusinka dalla sinistra.